# Passeport iranien
Le passeport iranien est un document de voyage international délivré aux ressortissants iraniens, et qui peut aussi servir de preuve de la citoyenneté iranienne. 

## Page d'information sur l'identité
Le passeport iranien comprend les données suivantes:
- Signature du titulaire / امضا دارنده گذرنامه.
- Pays de résidence / کشور محل اقامت
- Lieu de délivrance / محل صدور پاسپورت (Le lieu exact de délivrance du passeport).
- مدرک صدور گذرنامه (un code à huit chiffres indiquant le numéro du passeport)
- Nom et fonction de l'autorité de délivrance / نام و سمت صادر کننده
- Type ('P' pour passeport)
- Code pays (IRN)
- N° de passeport (dans les anciens passeports : "Numéro de passeport")
- شماره ملی (numéro d'identification national)
- Nom de famille / نام خانوادگی (nom de famille)
- Nom / نام
- Nom du père / نام پدر
- Photo du titulaire du passeport 35x45 mm
- Date et lieu de naissance / تاریخ و محل تولد (Exemple : 1970-01-01 - TEHRAN ou ۱۳۴۸/۱۰/۱۱ - تهران)
- Sexe / جنسیت (M/مرد pour les hommes, F/زن pour les femmes)
- Date de délivrance / تاریخ صدور
- Date d'expiration / تاریخ انقضا

## Restrictions concernant les voyages
Comme l'Iran (la République islamique) ne reconnaît pas l'État d'Israël et n'entretient pas de relations diplomatiques avec lui (comme d'autres pays musulmans), les personnes utilisant un passeport iranien ne sont pas autorisées à se rendre en Israël en vertu de la législation iranienne (bien qu'Israël admette les citoyens iraniens munis d'un visa). À l'intérieur de la couverture arrière, les passeports iraniens portent l'inscription suivante: "Le titulaire de ce passeport n'est pas autorisé à se rendre en Palestine occupée", en référence à Israël.

## Liste des pays sans visa ou visa à l'arrivée
1.
Arménie
90 jours
2.
les Îles Cook
31 jours
3.
Dominique
21 jours
4.
Équateur
90 jours
5.
Géorgie
45 jours
6.
Malaisie
14 jours
7.
Micronésie
30 jours
8.
Niue
30 jours. Non requis par les touristes de bonne foi séjournant moins de 30 jours avec des billets de retour ou de poursuite et des fonds suffisants pour la durée du séjour. Des extensions sont disponibles en faisant une demande au bureau d'immigration avant l'arrivée
9.
Turquie
90 jours
10.
Venezuela
15 jours 11. Iraq 30 jours 12. Syrie 13.Liban 14.Bolivie,